# The Nun II
The Nun II è un film del 2023 diretto da Michael Chaves. 
La pellicola è il nono film della serie del The Conjuring Universe ed è il sequel di The Nun - La vocazione del male (2018).

## Trama

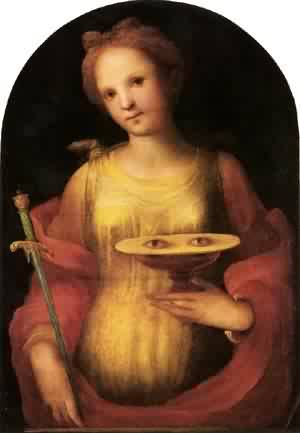
Una versione della Santa Lucia del Beccafumi è mostrata in alcune scene

Francia, 1956. In una chiesa della cittadina di Tarascona un prete, Padre Noiret, muore dinanzi al chierichetto Jacques, ucciso da uno spirito demoniaco dalle sembianze di suora, che gli spezza le ossa e lo brucia vivo.
Suor Irene, scampata per miracolo al demone Valak dopo gli eventi avvenuti quattro anni prima all’interno dell’abbazia di Santa Carta in Romania, è tornata alla vita in convento dove conosce Suor Debra, una sorella ribelle che dubita della trasformazione del vino in sangue di Cristo e non accetta le regole della vita religiosa perché costretta dalla famiglia a prendere i voti. In seguito a una visione in cui le chiede aiuto Maurice, il ragazzo franco-canadese che l’aveva salvata, Irene viene informata dal cardinale che l’Europa è disseminata da brutali omicidi in cui le vittime sono tutte suore o preti appartenenti alla comunità cattolica e, considerando la natura degli omicidi, la Chiesa sospetta che Valak sia tornato e che si stia dirigendo ad ovest del continente alla ricerca di qualcosa. Dal momento che è l’unica persona ancora in vita (si scopre che Padre Burke, diventato vescovo, è morto di colera) ad aver avuto a che fare con il demone, Suor Irene viene incaricata di indagare. Si dirige così a Tarascona, accompagnata clandestinamente da Suor Debra, dove ha una visione su Jacques, il ragazzino che ha assistito alla terribile morte di Padre Noiret, il quale reca con sé un rosario.
Nel frattempo, in un collegio femminile francese ad Aix-en-Provence, la piccola Sophie conosce Maurice, che ha trovato un’occupazione all’interno della struttura, ma viene presa di mira da alcune compagne che l’attirano all’interno della cappella diroccata, dove non è permesso entrare. Qui le ragazzine terrorizzano Sophie obbligandola a guardare una vetrata istoriata che raffigura una capra. Quando la vetrata viene trafitta dai raggi del sole di mezzogiorno, cambia il colore dell'occhio della bestia in un rosso intenso. La bambina, rimasta sola e chiusa all’interno della cappella, viene aiutata da Maurice, il quale in realtà è ormai completamente posseduto da Valak (arrivando a uccidere anche una giovane fattorina), ed è tramite il suo corpo che il demone è riuscito a spostarsi attraverso l’Europa. 
Suor Irene incontra casualmente Jacques per le vie di Tarascona e gli domanda se il rosario che recava al momento della morte di Padre Noiret appartenesse al prete. Il ragazzino però si dà alla fuga, costringendo Suor Irene ad inseguirlo. Giunta presso la fine di un vicolo dove sono esposte alcune riviste di un'edicola, Irene ha un’ulteriore terribile visione di Valak e sviene. Dopo aver ripreso i sensi, scopre da Suor Debra che Jacques ha consegnato alla sorella il rosario, sul quale Irene riconosce un simbolo. Le due suore si recano così al Palazzo dei Papi di Avignone per incontrare un archivista, che le informa che Valak un tempo era un angelo ma fu relegato da Dio all’Inferno e che il simbolo presente sul rosario di Padre Noiret è l’emblema della famiglia di Santa Lucia di Siracusa. Il bibliotecario suggerisce che Valak voglia quindi entrare in possesso di una sacra reliquia, ovvero gli occhi di santa Lucia (che la famiglia di quest’ultima conservò dopo che Lucia, sottoposta ad un rogo, si rivelò immune alle fiamme) e che quindi tutte le suore e i preti uccisi da Valak siano discendenti diretti della santa. Insieme al bibliotecario, Irene scopre che l’ultimo luogo in cui gli occhi di santa Lucia sembrano essere stati nascosti è un antico monastero, che è stato poi reso un collegio femminile, ovvero quello in cui si trova Maurice e dove nel frattempo Valak ha fatto già una nuova vittima: la direttrice.
Nella notte, Irene e Debra raggiungono la scuola e rivelano a Maurice che egli è posseduto da Valak. Il ragazzo è sconvolto dalla rivelazione ma il demone assume il controllo del suo corpo e attacca Irene, Debra, Sophie e sua madre Kate. Dopo averlo stordito, Irene si reca con le altre nella cappella dopo aver saputo da Sophie che gli occhi della capra rappresentata nel rosone si colorano di rosso se illuminati dal sole. Le suore scoprono così che l’ubicazione esatta degli occhi di Santa Lucia è fornita proprio dalla luce che, filtrata attraverso gli occhi della capra, indica il punto in cui è nascosta la reliquia. Sfortunatamente, durante il processo, Sophie distoglie lo sguardo dall’animale che, misteriosamente, scompare dalla vetrata e si materializza fisicamente al piano superiore, dove attacca l’alloggio delle collegiali. Mentre Suor Debra e le ragazzine fuggono inseguite dalla creatura del demonio, Maurice si ridesta e attacca Irene. Sophie riesce a recuperare la reliquia e si rifugia all’interno del campanile, inseguita dal Maurice posseduto. In seguito al crollo delle campane, Irene riesce a ricongiungersi con Sophie e a respingere Valak grazie al potere della reliquia, portando però Maurice in fin di vita. Il demone le tende così una trappola: la suora si avvicina e abbraccia Maurice esanime, ma esso si risveglia improvvisamente impossessandosi del reliquiario degli occhi di santa Lucia, e aumentando il potere di Valak a dismisura.
Il demone prende allora le sue sembianze da suora, solleva Suor Irene in aria e comincia a darle fuoco ma la suora, inaspettatamente, non brucia. Attraverso alcuni flashback della madre e di alcuni parenti (tra cui Lorraine) Irene comprende di essere una discendente di santa Lucia e, liberata dal potere del demone, comincia a pregare con Suor Debra (che ora crede nei miracoli) per trasformare il vino, fuoriuscito dalle botti nelle cantine sfasciate dalla caduta della campane, nel sangue di Cristo. Travolto dall’ondata del liquido, Valak prende fuoco e si dissolve. Maurice ringrazia Irene per averlo salvato e si avvia in compagnia di Sophie e Kate verso una nuova vita, sotto lo sguardo sospetto di Irene, come se la suora non fosse del tutto convinta che il demone sia stato definitivamente sconfitto. 
Vent'anni dopo, in una scena dopo i titoli di coda, i coniugi Warren ricevono una telefonata da padre Gordon, lasciando intendere che più avanti i due entreranno in contatto con Valak, prima di sconfiggerlo il successivo anno, nel 1977, in The Conjuring - Il caso Enfield.

## Produzione

### Sviluppo

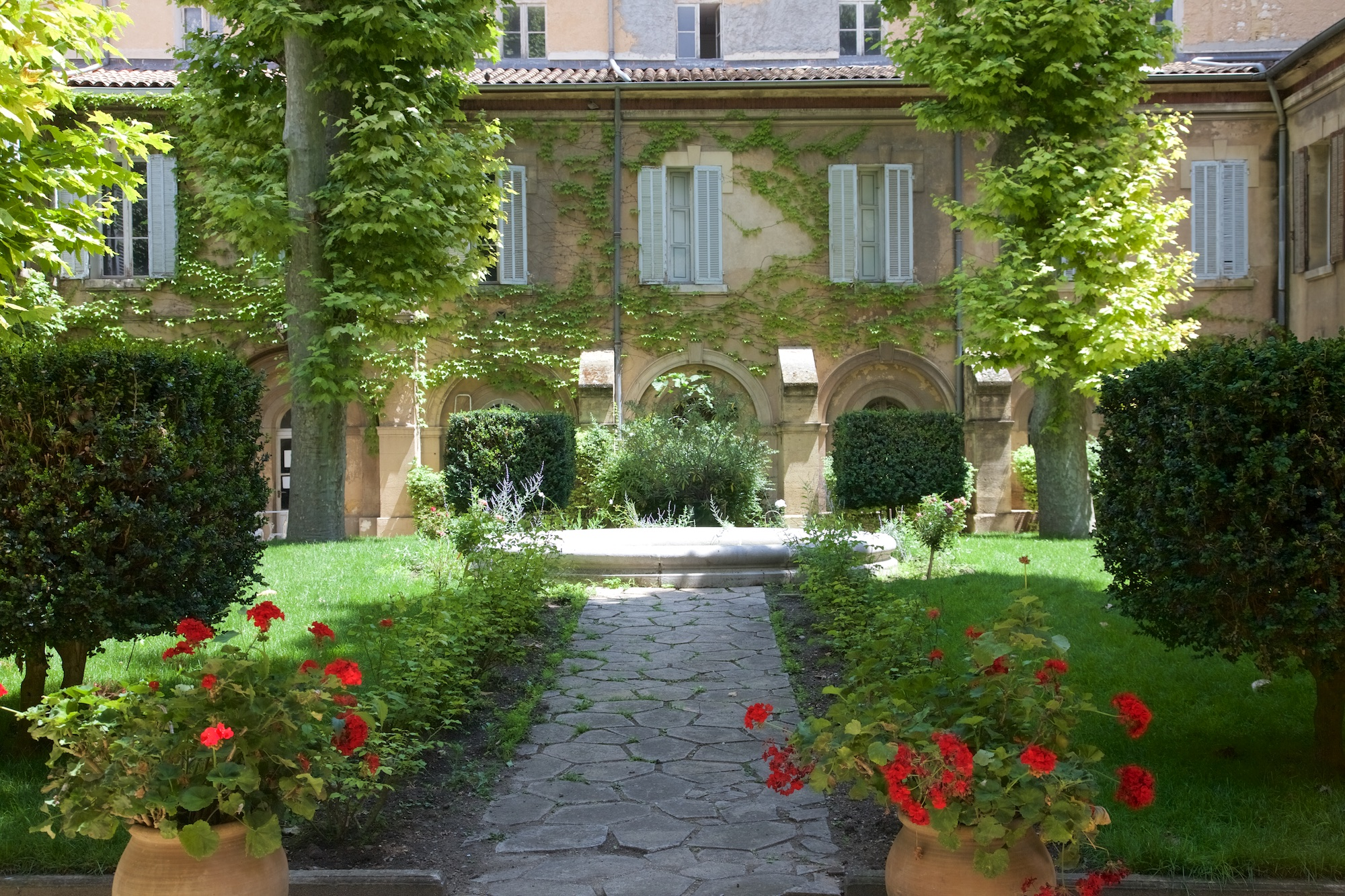
Chiostro del convento dei Prêcheurs ad Aix-en-Provence, sede di alcune delle riprese

Dopo diversi rinvii causati dalla pandemia di COVID-19, la realizzazione del film è stata annunciata ufficialmente nell'aprile 2022, mentre il mese successivo è stato confermato che Michael Chaves avrebbe diretto il progetto. Bonnie Aarons, Taissa Farmiga e Jonas Bloquet sono tornati ad interpretare i ruoli in cui avevano già recitato in The Nun - La vocazione del male e al cast si sono uniti anche Storm Reid, Anna Popplewell e Katelyn Rose Downey.

### Riprese

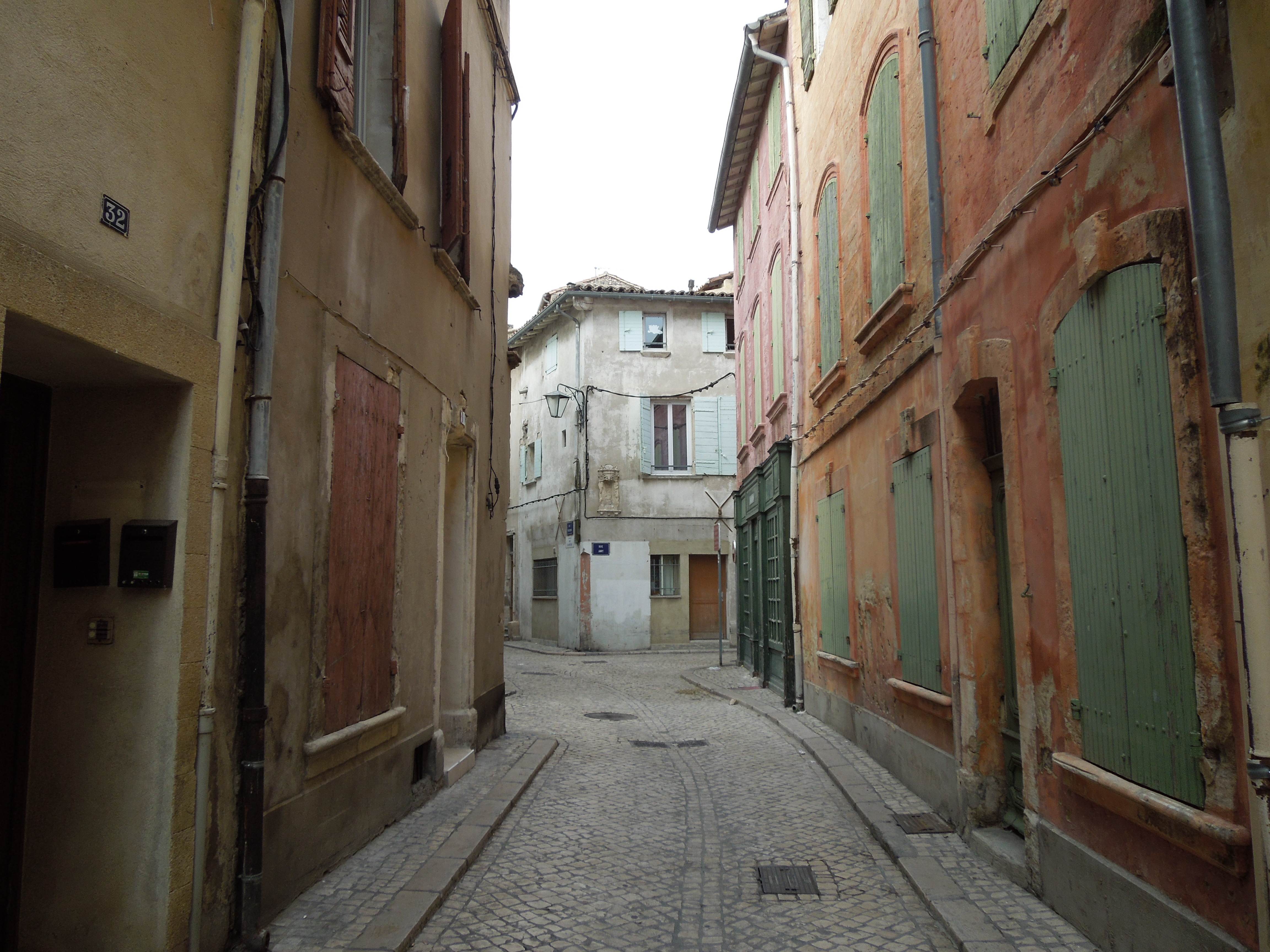
Rue Proudhon a Tarascona, set per alcune scene del film

Le riprese principali si sono svolte in Francia nell'autunno 2022. Il collegio femminile è stato ricreato nel complesso dei Predicatori (couvent des Prêcheurs) ad Aix-en-Provence, di cui si vedono spesso il chiostro e altri ambienti; la cappella diroccata e l'interno del campanile sono invece stati ricreati in set approntati per l'occasione. L'ingresso del collegio è stato però filmato in place des Martyrs de la Resistance. La chiesa di Tarascona è in realtà la cappella della Visitazione e di Santa Caterine da Siena ad Aix, spesso filmata dalla stretta Rue Constantin. Le altre scene nelle vie di Tarascona sono invece state girate in quella città, sulla rue Proudhon. Il convento di suor Irene è l'abbazia di Silvacane a La Roque-d'Anthéron. Altre riprese si sono svolte a Marsiglia e Avignone.

## Promozione
Il primo trailer del film è stato pubblicato il 6 luglio 2023.

## Distribuzione
Il film è stato distribuito nelle sale statunitensi l'8 settembre 2023, mentre nelle sale italiane dal 6 settembre 2023.

## Accoglienza

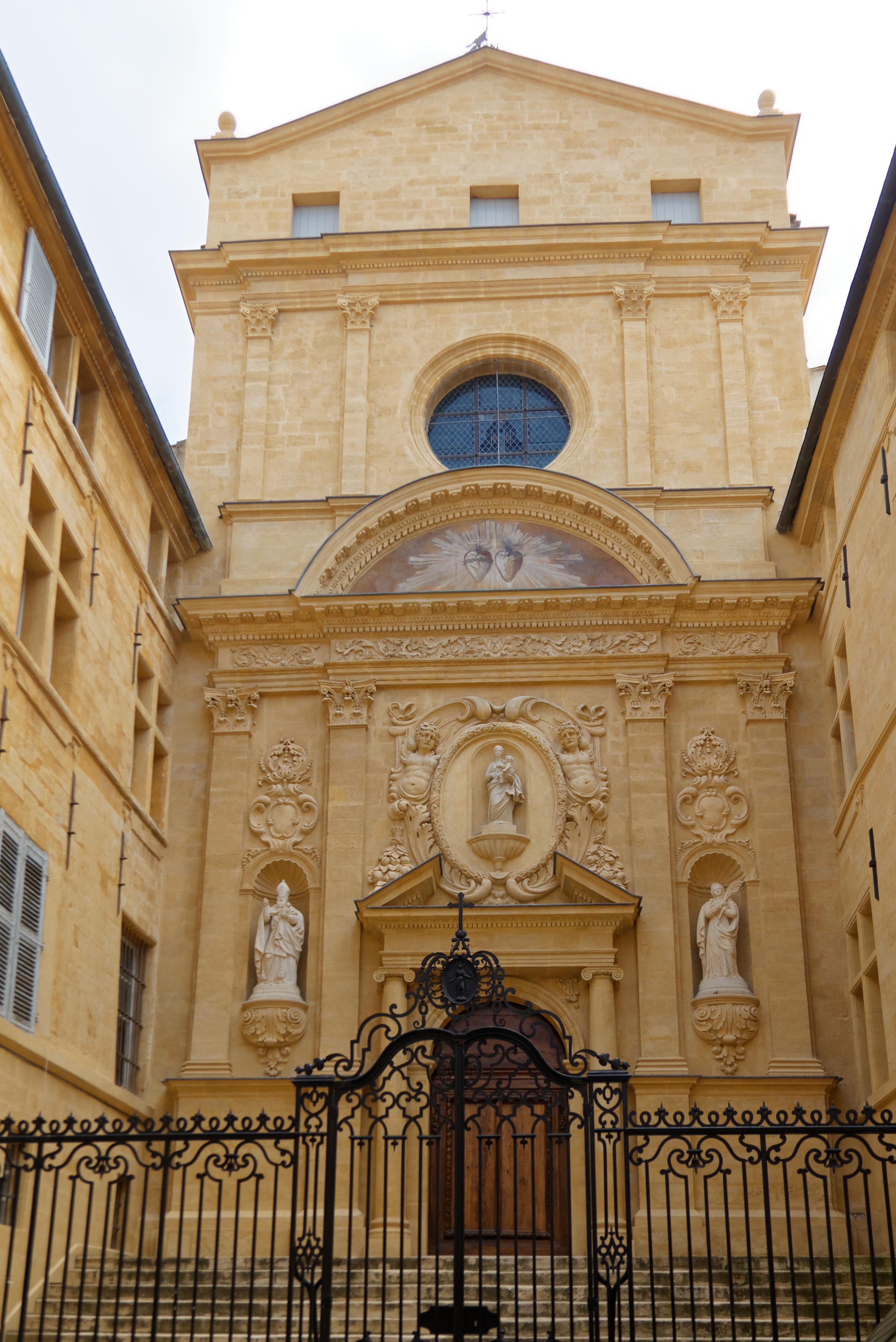
La Cappella della Visitazione di Aix-en-Provence, nel film usata come set per la chiesa di Tarascona

### Incassi
Nella sua settimana di apertura, il film è stato immediatamente un successo, incassando più di 60 milioni di dollari contro un budget stimato di 38 milioni. Il film ha incassato 86267073 $ in Nordamerica e 183200000 $ nel resto del mondo, per un totale di 269467073 $. In Italia ha incassato un totale di 6634401 €, con 960 620 presenze.

### Critica
Diversamente dal suo precedente, il film ha ricevuto recensioni contrastanti da parte della critica e positive dal pubblico, venendo considerato migliore del suo precedente. Su Rotten Tomatoes il film ha una percentuale del 52% basato su 139 recensioni, con un voto medio di 5.2 su 10. Il consenso critico del sito cita: «Più spaventoso del suo predecessore, The Nun II costituisce un'aggiunta divertente al franchise di Conjuring nonostante non sia il sequel horror più originale».